# Berdmore-Palmenhörnchen
Das Berdmore-Palmenhörnchen (Menetes berdmorei) ist eine Art der Hörnchen, die auf dem Festland Südostasiens beheimatet ist. Das Verbreitungsgebiet reicht vom Osten Myanmars bis nach Vietnam; es fehlt allerdings auf der Malaiischen Halbinsel.

## Merkmale
Dieses wenig bekannte Hörnchen ist oberseits graubraun und unterseits weißlich gefärbt. Auffällig sind die seitlichen Längsstreifen: Auf jeder Seite sieht man einen beigefarbenen und darunter einen schwarzen Streifen. Der Kopf läuft spitz zu, so dass dieses Hörnchen an eine Maus erinnert, noch mehr aber an ein Spitzhörnchen. Die Kopfrumpflänge beträgt 20 cm, hinzu kommen 15 cm Schwanz.

## Lebensweise
Als bodenbewohnendes Hörnchen klettert das Berdmore-Palmenhörnchen nur selten auf Bäume. Es verbirgt sich meistens im Unterholz der Regenwälder. Oft dringt es aber auch in Felder und Dörfer vor. In Reisfeldern ist es mancherorts allgegenwärtig. Trotz dieser Häufigkeit sind Berdmore-Palmenhörnchen bisher kaum erforscht, so dass man über ihre Lebensweise so gut wie nichts weiß.

## Systematik
Das Berdmore-Palmenhörnchen ist die einzige Art in der damit monotypischen Gattung Menetes. Es wurde 1849 von Edward Blyth als Sciurus berdmorei aus der Region Tenasserim in Myanmar beschrieben.

## Belege
1. ↑  J.L. Koprowski, E.A. Goldstein, K.R. Bennett, C. Pereira Mendes: Genus Menetes. In: Don E. Wilson, T.E. Lacher, Jr., Russell A. Mittermeier (Hrsg.): Handbook of the Mammals of the World: Lagomorphs and Rodents 1. (HMW, Band 6) Lynx Edicions, Barcelona 2016, ISBN 978-84-941892-3-4, S. 729.
2. ↑  Menetes In: Richard W. Thorington Jr., John L. Koprowski, Michael A. Steele: Squirrels of the World. Johns Hopkins University Press, Baltimore MD 2012; S. 172. ISBN 978-1-4214-0469-1